# Corynanthe pachyceras
Corynanthe pachyceras är en måreväxtart som beskrevs av Karl Moritz Schumann. Corynanthe pachyceras ingår i släktet Corynanthe och familjen måreväxter. Inga underarter finns listade i Catalogue of Life.